# Dylan Affo Mama
Dylan Affo Mama (Argenteuil, 22 luglio 1999) è un cestista francese.